# Naso vlamingii
Naso vlamingii hay cá kỳ lân mũi to là một loài cá biển thuộc chi Naso trong họ Cá đuôi gai. Loài cá này được mô tả lần đầu tiên vào năm 1835.

## Từ nguyên
Loài cá này được đặt theo tên của Đô đốc Cornelis de Vlamingh, nhà thám hiểm và sĩ quan hải quân người Hà Lan, người đã thu thập và phác họa nhiều mẫu vật của các loài cá cho Bảo tàng Lịch sử Tự nhiên Quốc gia Pháp, bao gồm cả loài cá này (mặc dù đó là bản vẽ lại từ một họa sĩ khác).

## Phạm vi phân bố và môi trường sống

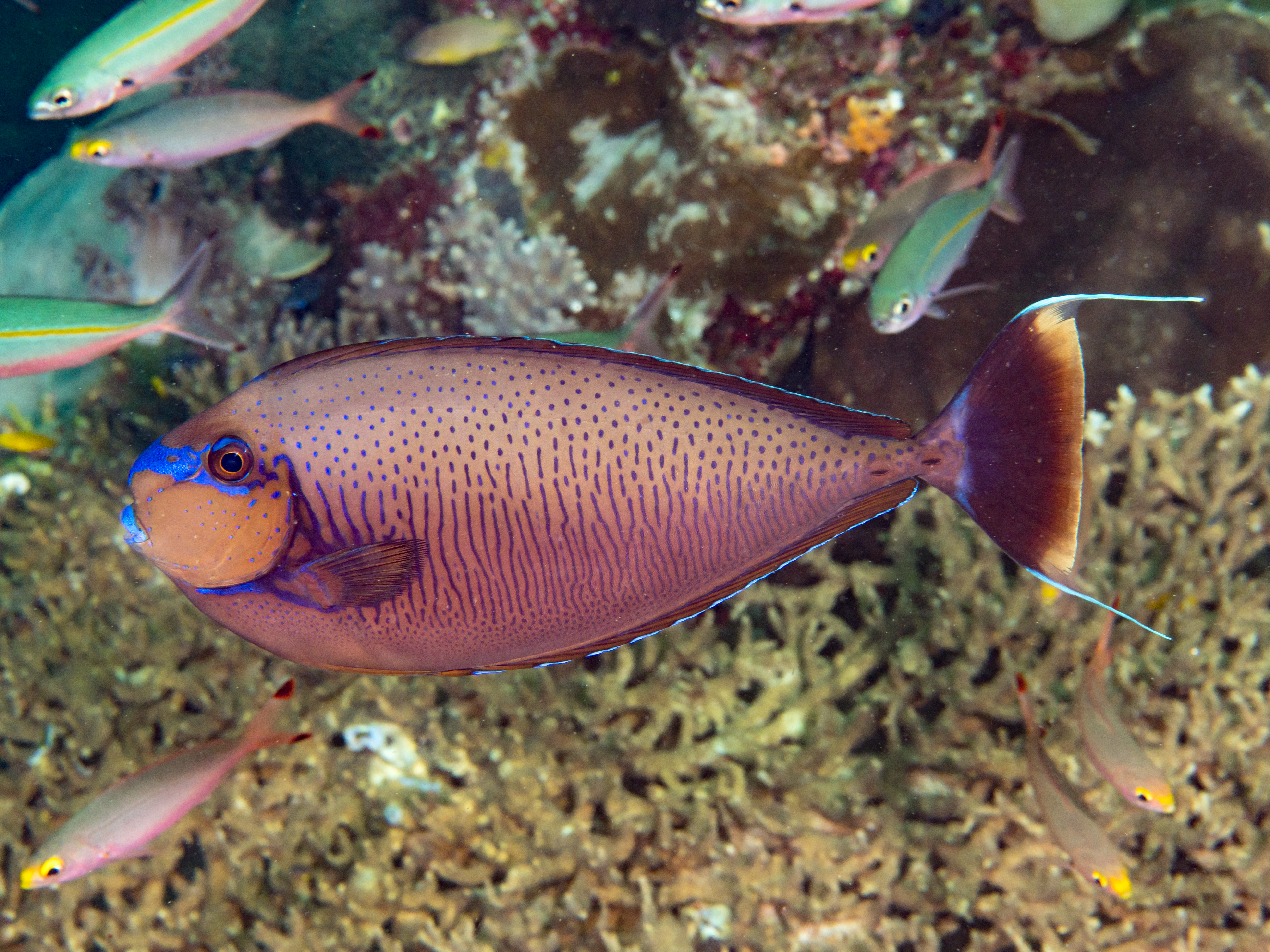
Một cá thể N. vlamingii

N. vlamingii có phạm vi phân bố rộng khắp vùng biển Ấn Độ Dương - Thái Bình Dương. Loài cá này được ghi nhận dọc theo vùng bờ biển Đông Phi, bao gồm Madagascar và những quốc đảo, bãi ngầm lân cận, cũng gồm cả Maldives, Chagos, bãi cạn Rowley, rạn san hô Scott và Seringapatam (ngoài khơi Tây Úc), quần đảo Cocos (Keeling) và đảo Giáng Sinh rải rác trong Ấn Độ Dương; ở Tây Thái Bình Dương, từ biển Andaman, N. vlamingii có mặt ở hầu hết vùng biển các nước Đông Nam Á và Papua New Guinea, trải dài khắp vùng biển các đảo quốc, quần đảo thuộc châu Đại Dương (phía đông giới hạn đến Polynesia thuộc Pháp); phạm vi phía bắc trải dài đến vùng biển ngoài khơi phía nam Nhật Bản và quần đảo Hawaii; phía nam tới rạn san hô Great Barrier và New Caledonia; ở Đông Thái Bình Dương, loài này chỉ được tìm thấy ở tại quần đảo Galapagos. N. vlamingii cũng đã được phát hiện ở phía nam đảo Jeju (Hàn Quốc) vào năm 2017.
N. vlamingii sống gần các rạn san hô ở độ sâu khoảng 50 m trở lại.

## Mô tả
Chiều dài cơ thể tối đa được ghi nhận ở N. vlamingii là 60 cm. Cơ thể hình bầu dục thuôn dài, dẹp hai bên, có màu nâu hoặc xanh lam. Chúng có thể nhanh chóng chuyển sang các tông màu xanh lam trên toàn cơ thể. Cá con màu nâu lục xám, lốm đốm các vệt sọc màu xanh lam. Đốm xanh lam tập trung ở thân trên và bụng, nối lại thành những đường sọc cùng màu ở thân dưới đối với cá trưởng thành. Môi có màu xanh lam. Một dải sọc màu xanh tím băng giữa hai mắt. Một mảng lớn màu xanh tím sau nằm sau nắp mang, trên gốc vây ngực.

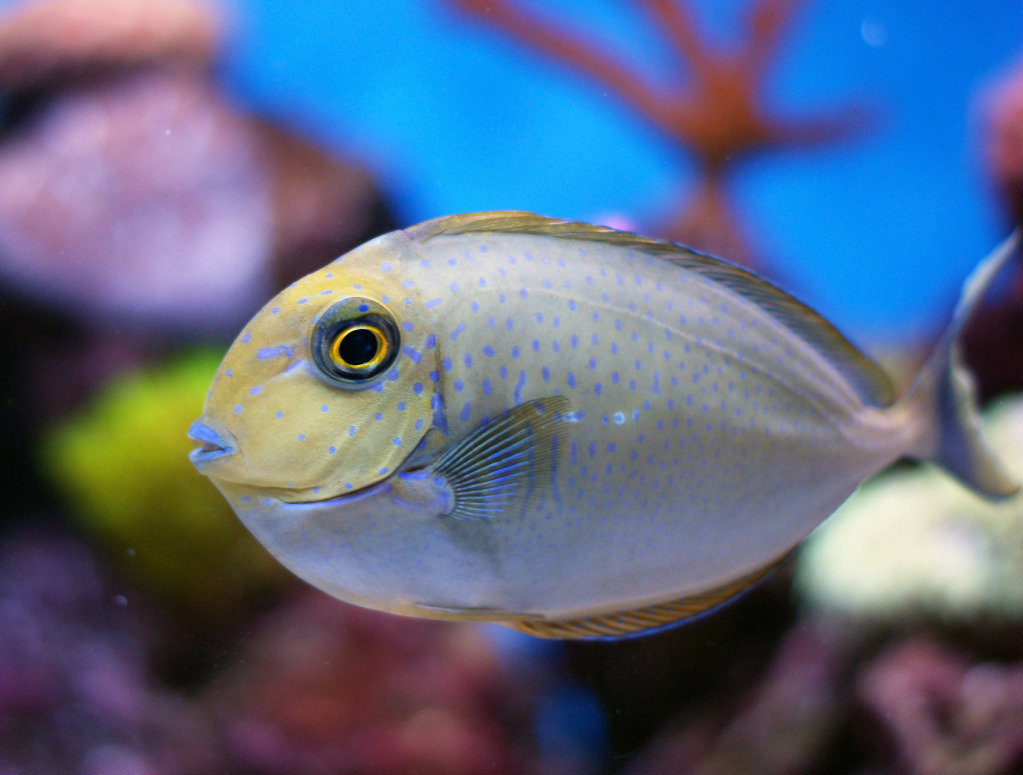
Cá con của N. vlamingii

Cũng như hầu hết các thành viên trong chi Naso, N. vlamingii có 2 phiến xương nhọn chĩa ra ở mỗi bên cuống đuôi, tạo thành ngạnh sắc. Vây đuôi cụt hoặc hơi bo tròn, có dải màu vàng ở sát rìa ngoài; cá trưởng thành có hai thùy đuôi dài màu xanh ánh kim. Vây lưng và vây hậu môn có thể vươn cao, viền ngoài màu xanh ánh kim.
Số gai ở vây lưng: 6; Số tia vây ở vây lưng: 26 - 27; Số gai ở vây hậu môn: 2; Số tia vây ở vây hậu môn: 27 - 29; Số tia vây ở vây ngực: 17 - 19; Số gai ở vây bụng: 1; Số tia vây ở vây bụng: 3.
N. vlamingii không có sừng ở trước trán, nhưng có một cục bướu tròn nhô lên ở trên mõm. Người ta quan sát thấy, cá đực của cả hai loài N. vlamingii và Naso unicornis có thể nhanh chóng thay đổi màu sắc của sừng/bướu và các bộ phận khác trên cơ thể. Bằng sự tương phản màu sắc, N. vlamingii và N. unicornis làm nổi bật màu của sừng/bướu so với toàn bộ cơ thể của chúng. Sự thay đổi màu sắc diễn ra khi một con đực thực hiện màn tán tỉnh với một con cái vào buổi tối hoặc ban đêm, đôi khi cũng được diễn ra trong suốt thời gian ban ngày. Ngoài việc là một dấu hiệu để tán tỉnh cá cái, cá đực của N. vlamingii và N. unicornis sử dụng sừng/bướu như một báo hiệu về sự tranh giành giữa những con đực.